# Nurt (teatr)
Nurt – robotniczy zespół amatorski powstał w 1952 r. w Nowej Hucie na os. Szkolnym. 

## Historia
Głównym twórcą i dyrektorem teatru był Jan Kurczab – inżynier, pisarz, reżyser. 15 czerwca 1952 r. rozpoczął działalność przedstawieniem „Wodewilu nowohuckiego” Zdzisława Gozdawy i Wacława Stępnia. W maju 1953 r. Nurt otrzymał status teatru zawodowego. Spektakle wystawiane były w baraku, który mógł pomieścić na widowni 200 osób. Mimo trudnych warunków materialnych i lokalowych zespół teatru z wielkim entuzjazmem i zaangażowaniem zajmował się upowszechnianiem kultury teatralnej wśród robotników. W okresie działalności wystawiono dziesięć sztuk teatralnych – cztery jako teatr amatorski i sześć po upaństwowieniu. Zespół prowadzony był przez Halinę Gallową, Karola Podgórskiego i Władysława Woźnika.  Scena Nurt zakończyła swoją działalność w 1955 r., kiedy to rozpoczęto w Nowej Hucie budowę profesjonalnego teatru – Teatru Ludowego. Barak rozebrano i na tym terenie powstały stadion i obiekty sportowe klubu MKS Krakus. Na pamiątkę tej pierwszej nowohuckiej placówki kulturalnej, w momencie powstania sceny eksperymentalnej w Teatrze Ludowym, nadano jej nazwę Nurt.
W 2024 roku Teatr Łaźnia Nowa wyprodukował spektakl zatytułowany Nurt w reżyserii Małgorzaty Szydłowskiej, który powstał na podstawie książki Nurt. Opowieść o pewnym teatrze Jana Kurczaba.
Budynek teatru był używany jako sala widowiskowa. W kwietniu 1953 roku odbył się w niej koncert Haliny Czerny-Stefańskiej. 
Spektakle w Nurcie:
- Wodewil nowohucki – Zdzisław Gozdawa i Wacław Stępień
- Poemat dla dorosłych – Anton Makarenko
- Martwe dusze – Nikołaj Gogol
- Pułkownik Foster przyznaje się do winy – R. Valliand
- Kalinowy gaj – Aleksander Korniejczuk
- Tu mówi Tajmyr – K. Isajew i Aleksandr Galicz
- Pan Prezydent Miasta Krakowa w kłopotach – Józef Narzymski
- Godzien litości – Aleksander Fredro
- Grzech – Stefan Żeromski
- Godziszowe sprawki – S. Barnaś[1].